# Leucadendron cordatum
Leucadendron cordatum är en tvåhjärtbladig växtart som beskrevs av Edwin Percy Phillips. Leucadendron cordatum ingår i släktet Leucadendron och familjen Proteaceae. Inga underarter finns listade i Catalogue of Life.